# ثيو إنجلش
ثيو إنجلش (بالإنجليزية: Theo English)‏ هو لاعب قذف أيرلندي، ولد في 1931 في مارلفيلد، كلونميل ‏ في جمهورية أيرلندا.